# 짐바란

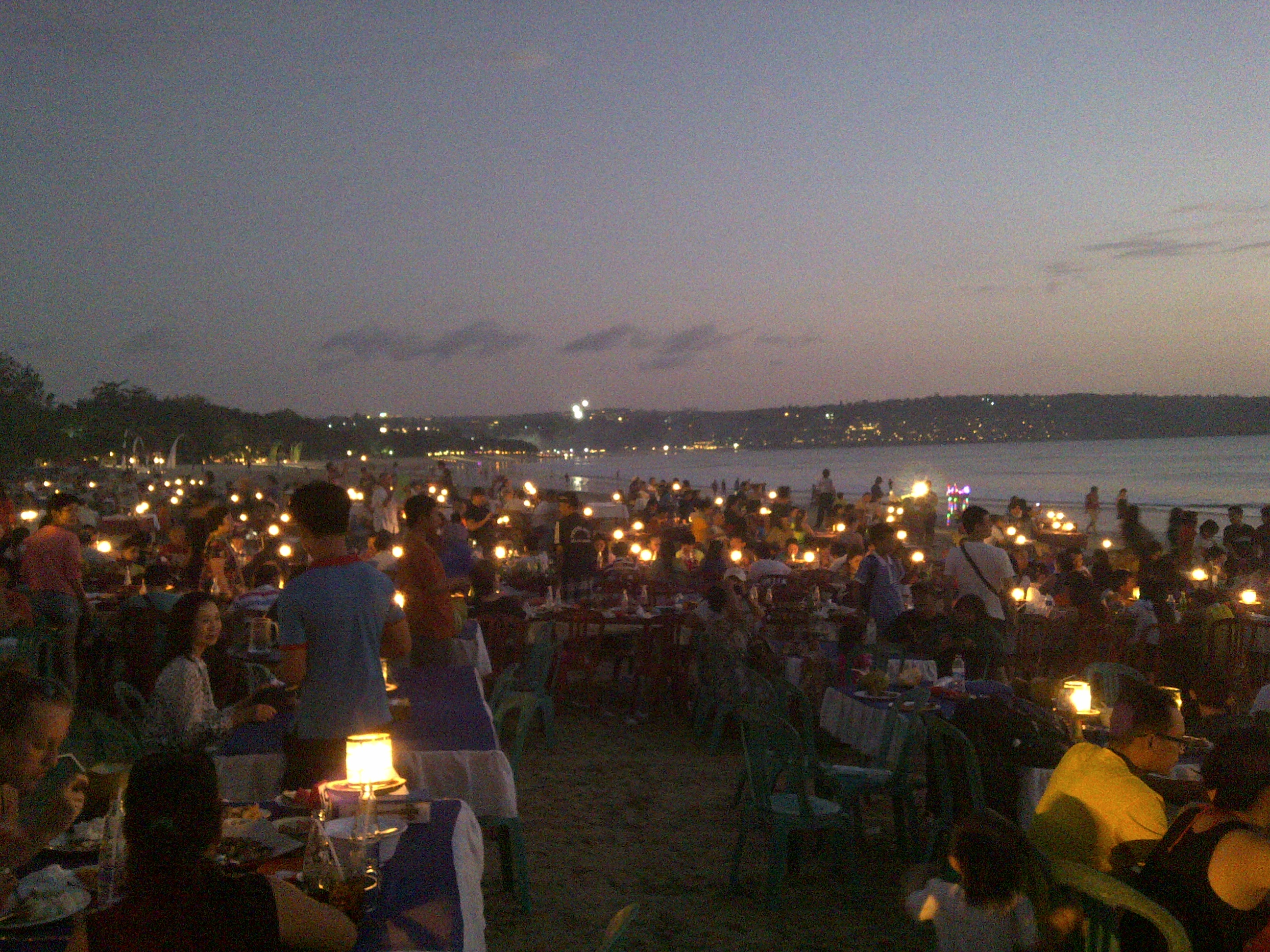
짐바란

짐바란(Jimbaran)은 발리섬 남부의 어촌 마을이자 관광 휴양지이며, 바둥 군의 사우스 꾸따 지역에 속해있다. 부킷 반도의 "목" 부분에 있는 응우라라이 국제공항의 남쪽에 위치한 짐바란은 해산물을 파는 노점이 가득한 해산물 요리의 중심지이다. 방문객들이 먹고 싶은 해산물을 선택해 식당에서 즉석으로 조리한다. 짐바란 지역의 해산물 요리는 보통 숯불이 아닌 코코넛 껍질에서 구워내는 것이 특징이다.